# 2013-as ENSZ éghajlat-változási keretegyezmény konferencia

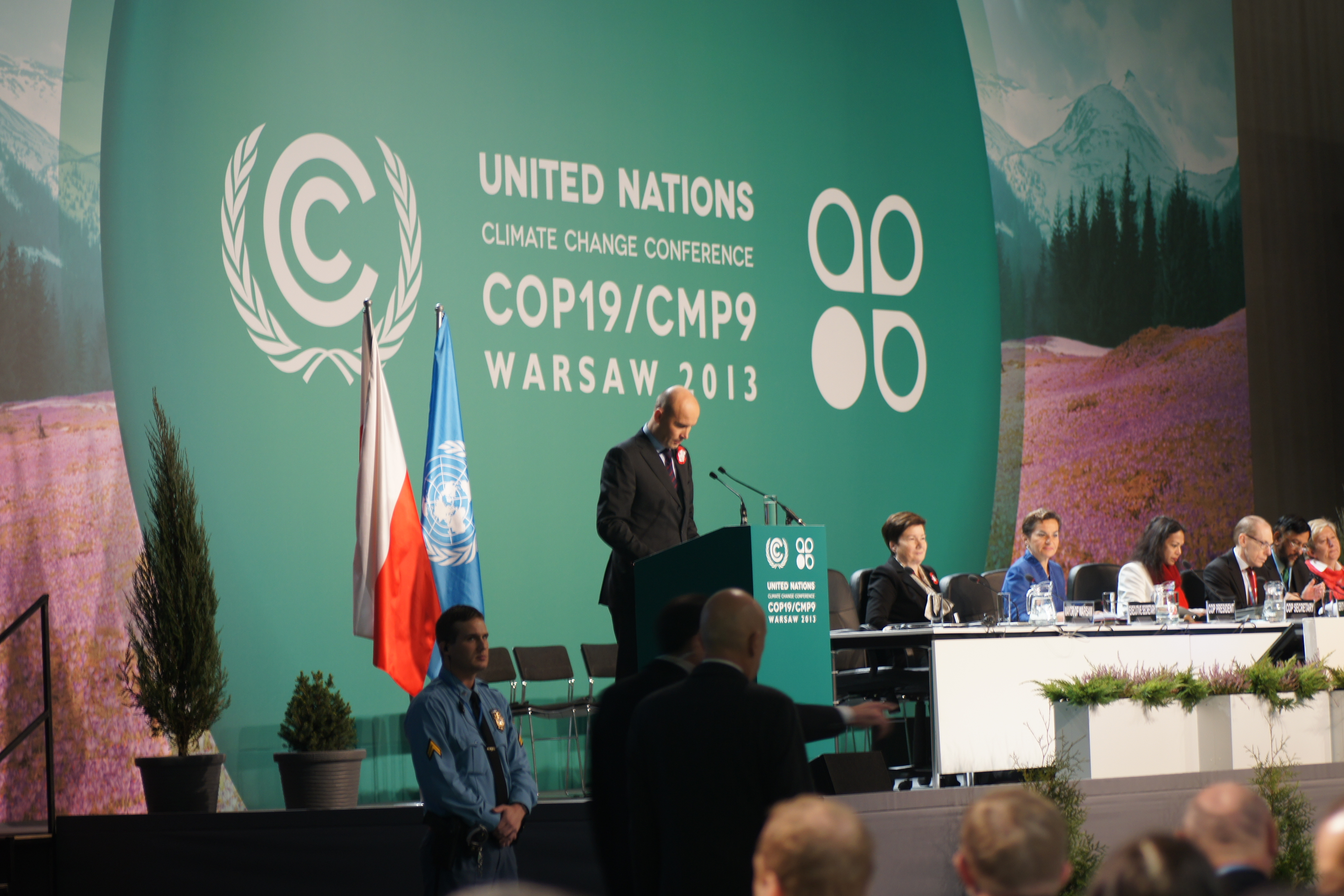
COP19

Az ENSZ 2013-as éghajlatváltozási keretegyezmény konferenciája (COP 19) 2013. november 11-től 22-ig tartott Varsóban. A rendezvény színhelye a  Nemzeti Stadion volt. A konferencia egy új, a kiotói jegyzőkönyv helyébe lépő globális klímamegállapodás tervét kellett volna kidolgoznia. A konferencia eredménytelensége miatt a Greenpeace, az Oxfam, a WWF és más környezetvédő szervezetek kivonultak a konferenciáról.

## Külső hivatkozások
- COP 19 Hivatalos honlap Archiválva 2015. május 15-i dátummal a Wayback Machine-ben
- Civilek százai vonultak ki a varsói klímacsúcsról – Greenfo.hu, 2013. november 21.